# William B. Bulloch
William B. Bulloch (Savannah, 1777 – Savannah, 1852. május 6.) az Amerikai Egyesült Államok szenátora (Georgia, 1813).